# Barre à disques
Pour les articles homonymes, voir Barre.

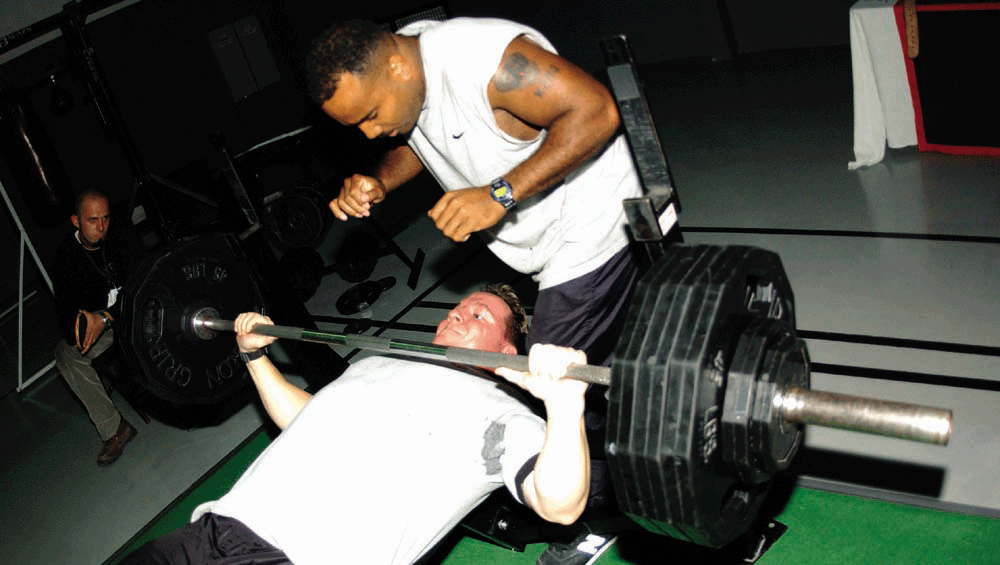
Utilisation d'une barre à disque en développé couché.

Une barre à disques est une pièce d'équipement utilisée en musculation. Il s'agit d'un haltère long qui se tient à deux mains. Les barres à disques sont utilisées principalement par les culturistes, les sportifs et les personnes voulant augmenter la force et le volume de leurs muscles supérieurs.

## Standards
Les barres à disques ont une longueur variant entre 1,2 m et 2,1 m. De façon générale, la barre a un diamètre de 2,54 cm aux manchons (points de prise). Les disques amovibles sont glissés sur la barre et retenus par des colliers pour éviter les blessures.
Si les barres olympiques ont des longueurs et masses standardisées, les barres à disques traditionnelles peuvent varier sur ces paramètres. Les barres traditionnelles n'ont pas de pièce rotative et consistent généralement en une barre solide droite. Certaines barres sont courbées pour s'adapter à la morphologie humaine, mais elles possèdent les mêmes caractéristiques que les barres droites. 